# Spitz
|  | Per a altres significats, vegeu «Herman Spitz». |

Es denomina spitz un grup de races canines que tenen com a característiques comunes dues capes de pèl, la primera curta i llanosa, que els protegeix de les inclemències del temps, la segona capa està formada per pèl llarg, llis i desenganxat del cos, cap amb pèl curt que recorda al de la guineu amb orelles petites i puntegudes i la cua aixecada, corbada i recolzada a l'esquena. Són molt semblants físicament als gossos nòrdics.

## Races
La Federació Cinològica Internacional classificà les races spitz dins del grup V, en dues seccions diferents; secció 4a Spitz europeus i secció 5a Spitz asiàtics i races semblants. També existeixen algunes races que porten el nom de Spitz i que la FCI col·loca en la secció 2a Gossos nòrdics de cacera.

### Secció 4a Spitz europeus
|  |  |  |  |
|  |  |  |  |

### Secció 5a Spitz asiàtics i races semblants
|  |  |  |  |  |
|  |  |  |  |  |
|  |  |  |  |  |

### Secció 2a Gossos nòrdics de cacera
|  |